# Orthostigma lucidum
Orthostigma lucidum är en stekelart som beskrevs av Konigsmann 1969. Orthostigma lucidum ingår i släktet Orthostigma och familjen bracksteklar. Inga underarter finns listade i Catalogue of Life.